# Cereopsius sexnotatus
Cereopsius sexnotatus är en skalbaggsart som beskrevs av Thomson 1865. Cereopsius sexnotatus ingår i släktet Cereopsius och familjen långhorningar. Inga underarter finns listade i Catalogue of Life.